# Серолошки тестови
Серолошки тестови су дијагностичке методе које се користе за идентификацију антитела и антигена у узорку узетом од пацијента. Серолошки тестови се могу изводити за дијагностиковање инфекција и аутоимуних болести, за проверу да ли особа има имунитет на одређене болести и у многим другим ситуацијама, као што је одређивање крвне групе појединца. Серолошки тестови се такође могу користити у форензичкој серологији за утврђивање доказа на месту злочина. Неколико метода може се користити за откривање антитела и антигена, укључујући Eлиза тест,аглутинацију, преципитацију, комплемент-фиксацију и флуоресцентна антитела, а у скорије време и хемилуминисценцију.

## Примене

### Микробиологија
У микробиологији, серолошки тестови се користе за утврђивање да ли особа има антитела против одређеног патогена или за откривање антигена повезаних са патогеном у узорку узетом од пацијента. Серолошки тестови су посебно корисни за микроорганизме које је тешко култивисати рутинским лабораторијским методама, попут Treponema pallidum (узрочника сифилиса) или вируса.
Присуство антитела против патогена у крви испитаника указује на то да је он био изложен том патогену. Већина серолошких тестова мери једну од две врсте антитела:
- имуноглобулин М (IgM) - који се производи у великим количинама убрзо након што је особа изложена патогену, а производња брзо опада након тога.

- имуноглобулин G (IgG) - који се такође производи при првом излагању, али не тако брзо као IgM. При наредним излагањима, произведена антитела су првенствено IgG и остају у циркулацији дуже време.

Ово утиче на тумачење серолошких резултата: позитиван резултат за IgM сугерише да је особа тренутно или недавно инфицирана, док позитиван резултат за IgG и негативан резултат за IgM сугерише да је особа можда била инфицирана или имунизована у прошлости. 
Тестирање антитела на заразне болести често се ради у две фазе: током почетне болести (акутна фаза) и након опоравка (фаза реконвалесценције). Количина антитела у сваком узорку (титар антитела) се упоређује, а значајно већа количина IgG у узорку након опоравка и указује на инфекцију, за разлику од претходне изложености. Лажно негативни резултати тестирања на антитела могу се јавити код људи који су имуносупресовани, јер производе мање количине антитела, и код људи који примају антимикробне лекове рано у току инфекције.

### Трансфузијологија
Одређивање крвне групе се обично врши серолошким методама. Антигени на црвеним крвним зрнцима особе, који одређују њихову крвну групу, идентификују се помоћу реагенса који садрже антитела, названих антисеруми. Када се антитела вежу за црвена крвна зрнца која експресују одговарајући антиген, она узрокују да се црвена крвна зрнца згрушају (аглутинирају), што се може визуелно идентификовати. Антитела крвне групе особе могу се идентификовати и додавањем плазме ћелијама које експресују одговарајући антиген и посматрањем реакција аглутинације.
Друге серолошке методе које се користе у трансфузионој медицини укључују укрштено подударање и директне и индиректне антиглобулинске тестове. Укрштено подударање се врши пре трансфузије крви како би се осигурало да је крв донора компатибилна. То подразумева додавање плазме примаоца ћелијама крви донора и посматрање реакција аглутинације. Директни антиглобулински тест се изводи како би се открило да ли су антитела везана за црвена крвна зрнца у телу особе, што је абнормално и може се јавити у стањима као што су аутоимуна хемолитичка анемија, хемолитичка болест новорођенчади и трансфузијске реакције. Индиректни антиглобулински тест се користи за скрининг антитела која би могла изазвати трансфузијске реакције и идентификацију одређених антигена крвне групе.

### Имунологија
Серолошки тестови могу помоћи у дијагностиковању аутоимуних поремећаја идентификовањем абнормалних антитела усмерених против сопствених ткива неке особе (аутоантитела).  Сви људи имају различите имунолошке графиконе.